# Яан Каплінський
Яан Каплінський (ест. Jaan Kaplinski; *22 січня 1941, Тарту — 8 серпня 2021) — естонський поет, філософ та культурний критик. Каплінський відомий своєю незалежною точкою зору, увазі до глобальних проблем та підтримкою лівого/ліберального світогляду. Він зазнав впливу Східних філософських шкіл (даосизм та особливо буддизм).
Каплінський вивчав романські мови та лінгвістику в Університеті Тарту, та закінчив його в 1964 році з дипломом філолога французької мови, потім працював перекладачем, видавцем та соціологом, екологом в Таллінському ботанічному саду. Його називали одним з претендентів на Нобелівську премію з літератури.

## Письменницька діяльність
Яан Каплінський видав численні збірки поем, прози та ессе. Він перекладав твори з французької, англійської, іспанської, китайської (в тому числі Тоа Те Чінг) та шведської (твори Томаса Транстрьомера) мов.
Роботи Яана Каплінського було перекладено на англійську, фінську, французьку, норвезьку, шведську, датську, ісландську, угорську, японську, латвійську, литовську, російську, іврит, болгарську та чеську мови. Його ессе торкаються тем проблем навколишнього середовища, філософії мови, класичних китайських поем, філософії, буддизму та естонського націоналізму.
Яан Каплінський був одним з авторів та ініціаторів акції так званого «Листа 40 інтелектуалів» — лист-протест проти дій влади на території Естонії, анексованій СРСР, підписаний відомими естонськими інтелектуалами, був надісланий до головних газет того часу. І хоча лист не був відкрито дисидентським, але його так тоді і не надрукували, а ті хто його підписала зазнали репресій через різні адміністративні міри.
Напівавтобіографічна новела «Та сама річка» була опублікована Пітером Оуеном в англійському перекладі Сюзани Вілсон.

## Політика
Яан Каплінський був членом естонського парламенту (Рііґікоґу) з 1992 до 1995 року. На початку своєї політичної кар'єри він був кандидатом в члени Партії Центру, але скоро став незалежним представником в парламенті. З 2004 року він був членом Естонської Соціал-демократичної партії. В 2005 році він брав участь у місцевих виборах в Тарту та був першим номером у списку ЕСДП. Яан Каплінський був обраний як другий номер від соціал-демократів (в Естонії дія система відкритих списків на місцевих виборах), набравши 1 045 голосів. Яан Каплінський був одним з інтелектуалів, які підтримали кандидатуру Тоомаса Хендріка Ілвеса.

## Особисте життя
Матір Яана Каплінського була естонкою, а його батько — поляком. Його батько Єжи Каплінський (викладач Університету Тарту) був заарештований НКВС та ув'язнений в радянському трудовому таборі під час війни. Яан Каплінськи має дочку від першого шлюбу з Кюлліке. Він має чотирьох синів, в тому числі Лауріса Каплінського та композитора Мерт-Матіса Ліллі. Друга дужина Яана Каплінського, Тііа Тоомет, також письменниця.

## Твори

### Вірші
- Jäljed allikal (1965)
- Kalad punuvad pesi (1966)
- Tolmust ja värvidest (1967)
- Valge joon Võrumaa kohale (1972)
- Ma vaatasin päikese aknasse (1976)
- Uute kivide kasvamine (1977)
- Raske on kergeks saada (1982)
- Tule tagasi helmemänd (1984)
- Õhtu toob tagasi kõik (1985; «Вечір повертає все: Вірші»)
- Käoraamat. Luulet 1956–1980 (1986)
- Hinge tagasitulek (1990)
- Tükk elatud elu. Tekste 1986–1989 (1991)
- Mitu suve ja kevadet (1995)
- Öölinnud. Öömõtted. Luuletusi 1995–1997 (1998)
- Sõnad sõnatusse (2005, естонською та російською мовами)
- Vaikus saab värvideks (2005)
- Teiselpool järve (2008)
- Білі метелики ночі (2014)

## Проза
- Kust tuli öö (1990; «Звідкиприйшла ніч»)
- Teekond Ayia Triadasse (1993)
- Jää ja Titanic (1995; «Лід і Титанік»)
- See ja teine (1996; «Цей та інший»)
- Võimaluste võimalikkus (1997)
- Usk on uskmatus (1998)
- Silm / Hektor (2000)
- Kevad kahel rannikul ehk Tundeline teekond Ameerikasse (2000; «Весна на двох узбережжях, або Сентиментальна подорож в Америку»)
- Kajakas võltsmunal (2000)
- Isale (2003; «Батькові»)
- Kõik on ime (2004, в серії Eesti mõttelugu)
- Seesama jõgi (2007, автобіографічний роман)

## Пам'ять
На честь Яана Каплінського названо астероїд 29528 головного поясу.